# Mihailo Lalić
Mihailo Lalić (v srbské cyrilici Миxаило Лалић, Trepča 7. října 1914 – 30. prosince 1992) byl srbský spisovatel.

## Život a dílo
Řadí se k mnohým autorům bývalé Jugoslávie, kteří si prošli národněosvobozeneckým bojem a své zkušenosti z něj zpracovali literárně. Černá Hora, ze které autor pocházel, byla během druhé světové války okupována Itálií. Lalić sepsal četné povídky, které v poválečných letech vycházely ve sbírkách. Mezi takové se řadí například Stezky svobody (Staze Slobode, 1948), Průzkumný oddíl (Izvidnica, 1949), První sníh (Prvi snijeg, 1951) a další. Ve svých dílech Lalić rozebírá velký tlak na jednotlivé bojovníky, vedoucí k různým krizím; jak psychologickým, tak morálním. Rovněž také poukazuje na staré spory, které díky neklidné době vynikají na povrch.
Důsledněji toto téma rozvinul hlavně ve své románové tvorbě, která logicky následovala později. V 50. a 60. letech tak byla sepsána významná díla, mezi které patří například Svatba (Svadba; přeložena do mnoha jazyků včetně češtiny), Štvanice (Hajka), Zlé jaro (Zlo proljeće), Válečné štěstí (Ratna sreća) a Nad hlavou jen stromy (Lelejska gora). Za poslední dva uvedené romány získal Lalić literární ocenění; konkrétně cenu NIN za Válečné štěstí a za Lelejsku goru Njegošovu cenu. Některá Lalićova díla byla také během 60. a 70. let převedena do filmové podoby. V pozdějších letech byl zvolen za čestného člena Srbské i Černohorské akademie věd. Většinu života strávil v Herceg Novém a v Bělehradě, kde také na konci roku 1992 zemřel.